# Osvát András
Osvát András (Budapest, 1946. április 19. –) magyar forgatókönyvíró, dramaturg és wikipédista.

## Élete
1964-ben érettségizett a II. Rákóczi Ferenc Gimnáziumban. Az ELTE magyar–orosz szakán szerzett diplomát 1971-ben, közben a Leningrádi Egyetemen hallgatott féléves orosz nyelvi kurzust. 1971 és 1978 között a Pannónia Filmstúdióban dramaturgként és műteremvezetőként dolgozott. 1978-tól a Mafilmhez került dramaturgnak, majd ugyanitt 1987-től a Reklámfilm főosztály vezetője lett 1990-ig. Gárdos Péter és Kécza András állandó alkotótársa volt. 1990-ben reklámfilmgyártó céget alapított, melynek az ügyvezetője volt 2001-ig. Emellett dokumentumfilmeket és híradókat rendezett. A Süni és barátai című bábfilmsorozat rendezése is az ő nevéhez fűződik. 2001–2009 között a THÉBA Művészeti Szakközépiskola igazgatóhelyettese.
Nyugdíjas. 1971-ben nősült, két gyermek (Judit, 1971 és Olga, 1983) édesapja.

## Forgatókönyvei
(Íróként és társíróként)
- Filmhamisítvány – társíró: Gárdos Péter, 1985
- Uramisten – rendezte Gárdos Péter, 1985
- Szamárköhögés – rendezte: Gárdos Péter, 1986
- A hecc – rendezte: Gárdos Péter, 1989
- A sápadt démon – rendezte: Gárdos Péter, 1990, tv-film
- Le Grand Jeté – társíró: Kécza András, 1997
- A zongora szeretője – Focusfilm, 1998
- Háromforintos opera – társíró: Kécza András, 1998
- Apuskám – társíró: Kécza András, 2000
- Otthon, Afrikában – társíró: Kécza András, 2001
- Ne lőj fecskére – társíró: Kécza András, 2001 - 2013

- Gusztáv és a talált gyerek (1979)
- Gusztáv a két edző (1979)

## Tévésorozat
- Süni és barátai – bábjátéksorozat (Aladinfilm – MTV; rendező)

## Könyv
- 1 könyv, 2 film – Valo Art, 2000. ISBN 963-00-2818-2